# Gaetano Miani
Gaetano Miani (Troina, 1920 — Roma, 2009) foi um artista italiano.
Sua formação artística iniciou-se em Palermo na escola de Pippo Rizzo e depois estudou em Milão tendo como guia Aldo Carpi.
Sua atividade artística iniciou-se em 1942 e após a Segunda Guerra Mundial, em 1947, transferiu-se para o Brasil onde executou importantes afrescos em edifícios públicos e privados, dentre os quais a [[Basílica de Nossa Senhora do Carmo (Campinas)|(1948-1950).Catedral de Taubaté,SP.(1950-1952), Igreja de São Pedro (Demolida)
Em 1954 venceu o concurso para os murais do Palácio do Café e os painéis do Palácio da Fazenda, em São Paulo de 1957 a 1960 .
Dedicou-se à pintura e ao ensino, lecionando na Academia de Belas-Artes em São Paulo, no Museu de Arte e Fundação Armando Álvares Penteado.
Em 1972 expôs em Roma Palazzo Barberini, Museo di Roma em 1975. Morava em Roma, onde mantinha seu ateliê na Via Margutta n.º 98 , quando faleceu aos 89 anos, vítima de um infarto.
Em 1988 o Museu de Arte de São Paulo (MASP)exibiu uma importante retrospectiva de suas obras, inclusive com a publicação de uma monografia. O curador foi Maurizio Fagiolo Dell'Arco, tendo Pietro Maria Bardi escrito o prefácio.
Esteve visitando a cidade de Campinas para rever a basílica, em 3 de janeiro de 2004, sendo recebido na ocasião pelo Pároco Côn. Pedro Carlos Cipolini,quando constatou que cobriram a decoração em todo o teto (rosone gótico)com uma caiação!
IMPORTANTE FOI A INAUGURAÇÃO AINDA EM VIDA DO MUSEU MIANI NA "TORRE CAPITANIA" em TROINA-IT
Visit; INSTITUTO MIANI no FACEBOOK com link p/ o MUSEU.
OBRAS DESCOBERTAS E VALORIZADAS P/ MIANI;  
A)  GOYA ;  1)Condessa de Gomar (retrato)A)GOYA ;1)Condessa de Gomar (retrato)
2) Conde PIGNATELLI- (Projetou o Canal de Saragoza )
3) Bailarinos (duas figuras que estavam separadas)
B) A. Rosso di Cadore - Poliptico com Santos
C) Giorgione- coll -Jhonson &Jhonson
Entre outro tantos....

SITE;
° http://gmiani.com.br
- G. Miani, em italiano
- site, em italiano, sobre obras de Gaetano Miani
- Retrospectiva de Gaetano Miani - MASP, 1988
- Site do Museu do Café

## Galeria

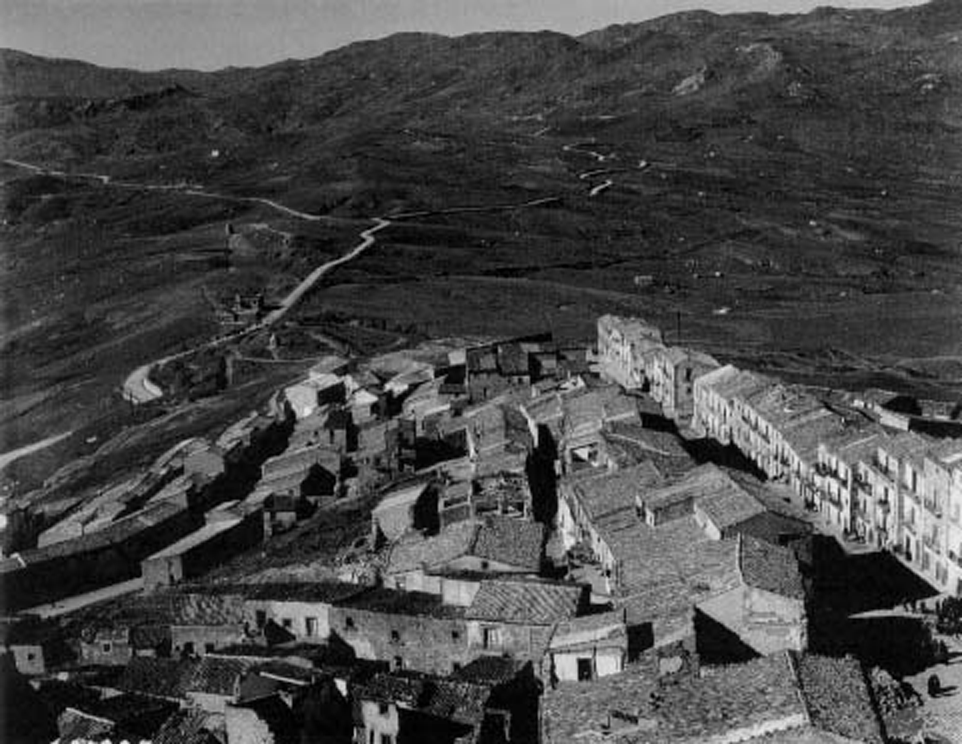
Troina, em 1943
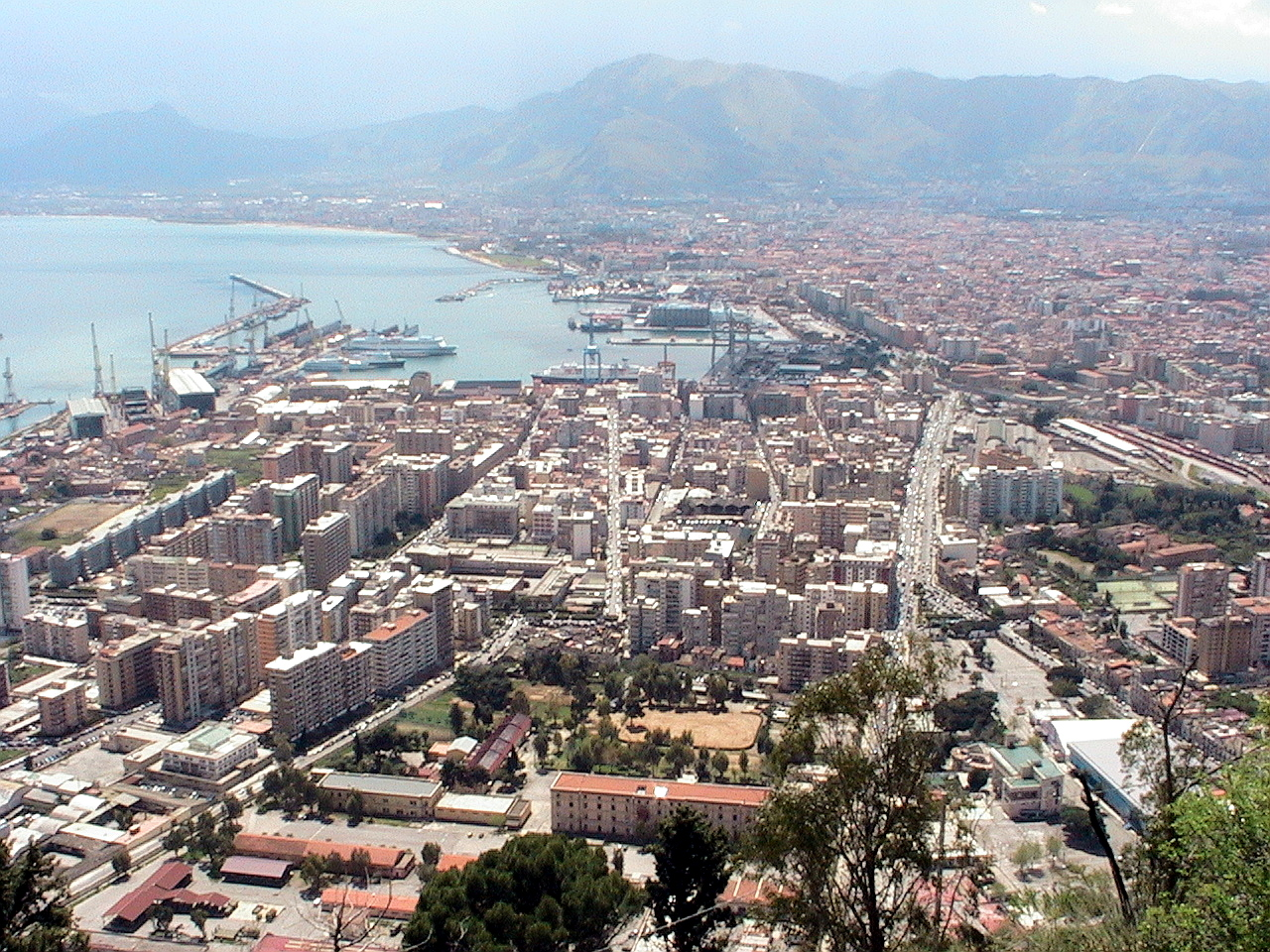
Palermo
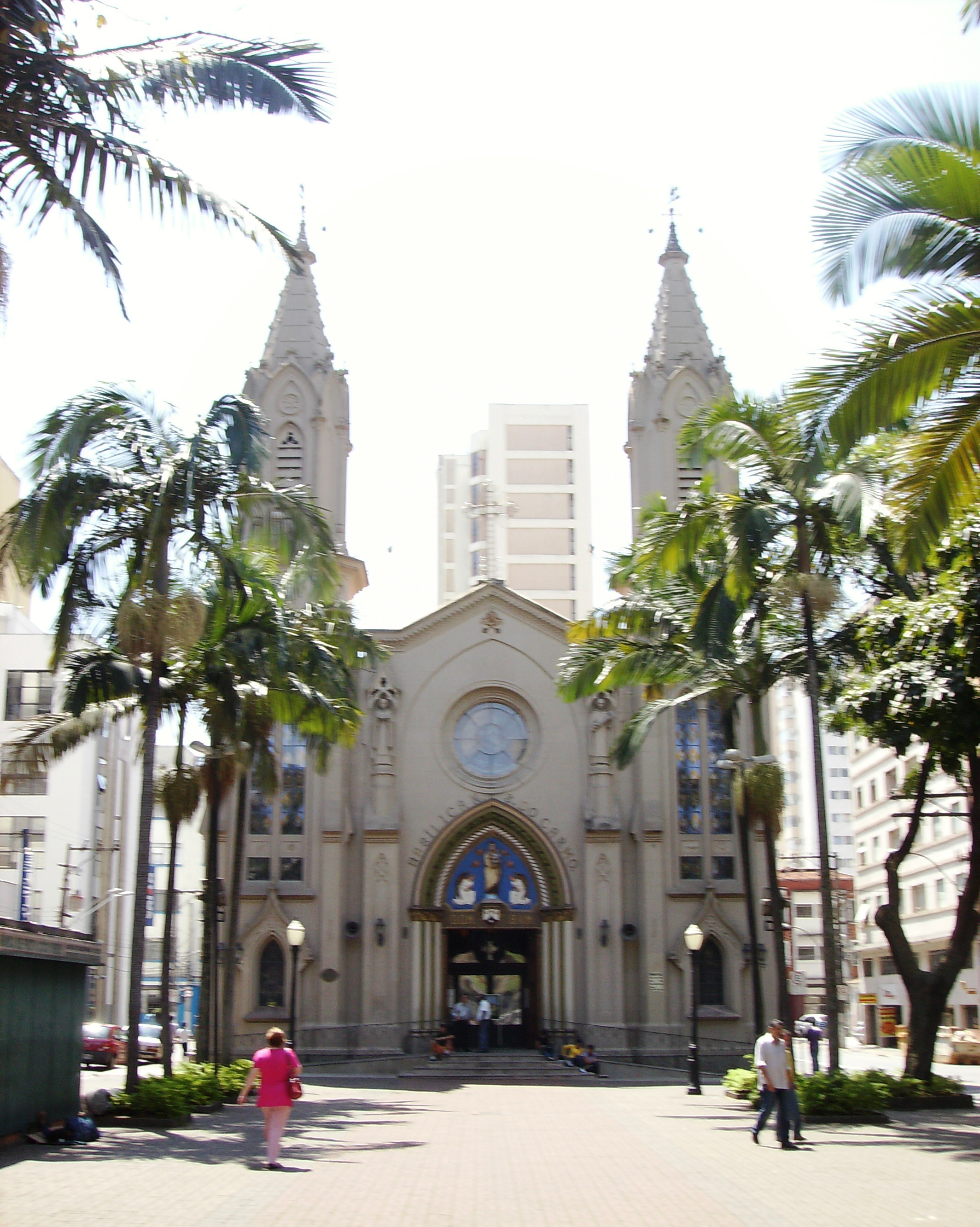
Fachada da Basílica de Nossa Senhora do Carmo, Campinas
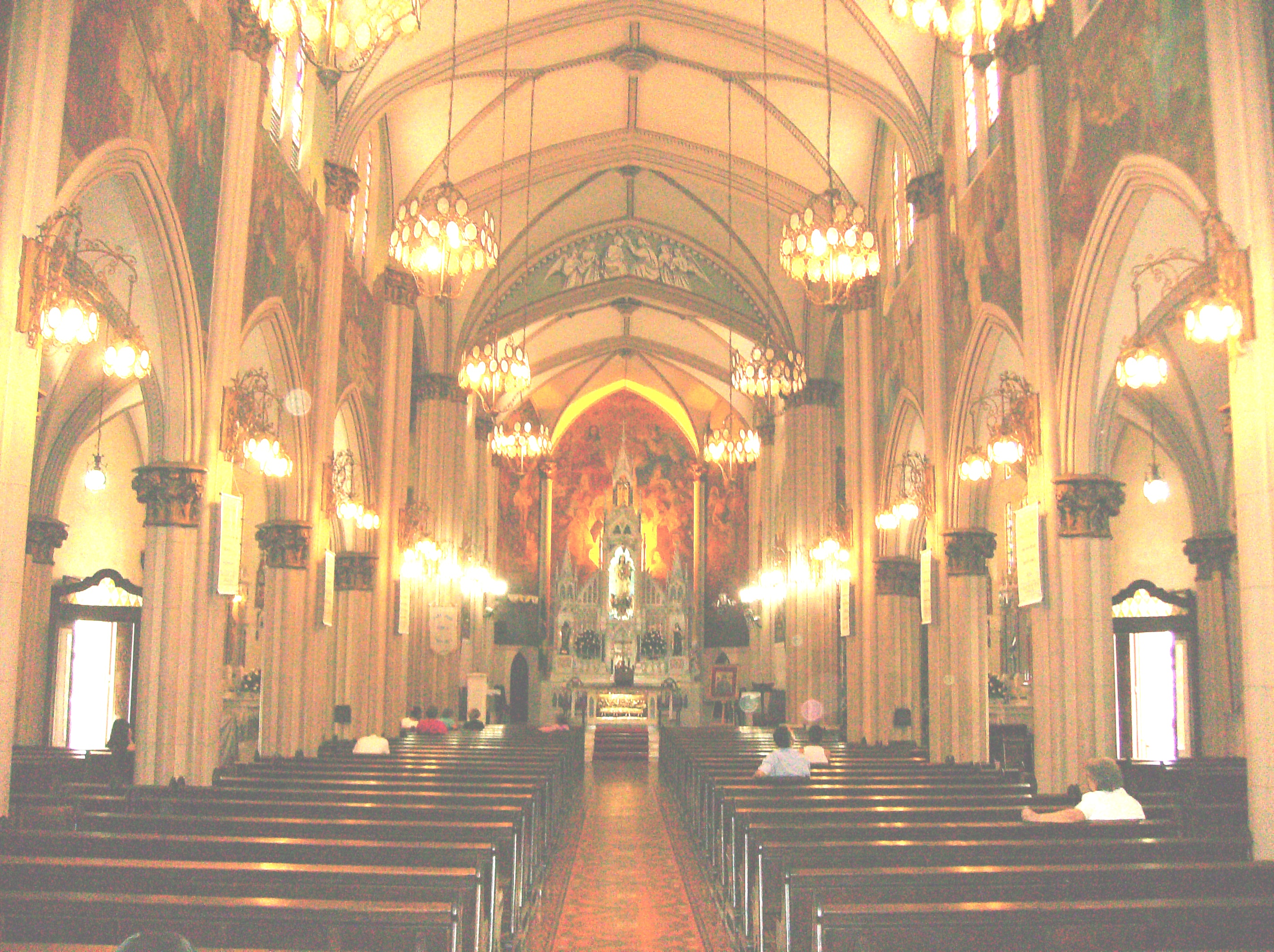
Interior da Basílica de Nossa Senhora do Carmo, Campinas
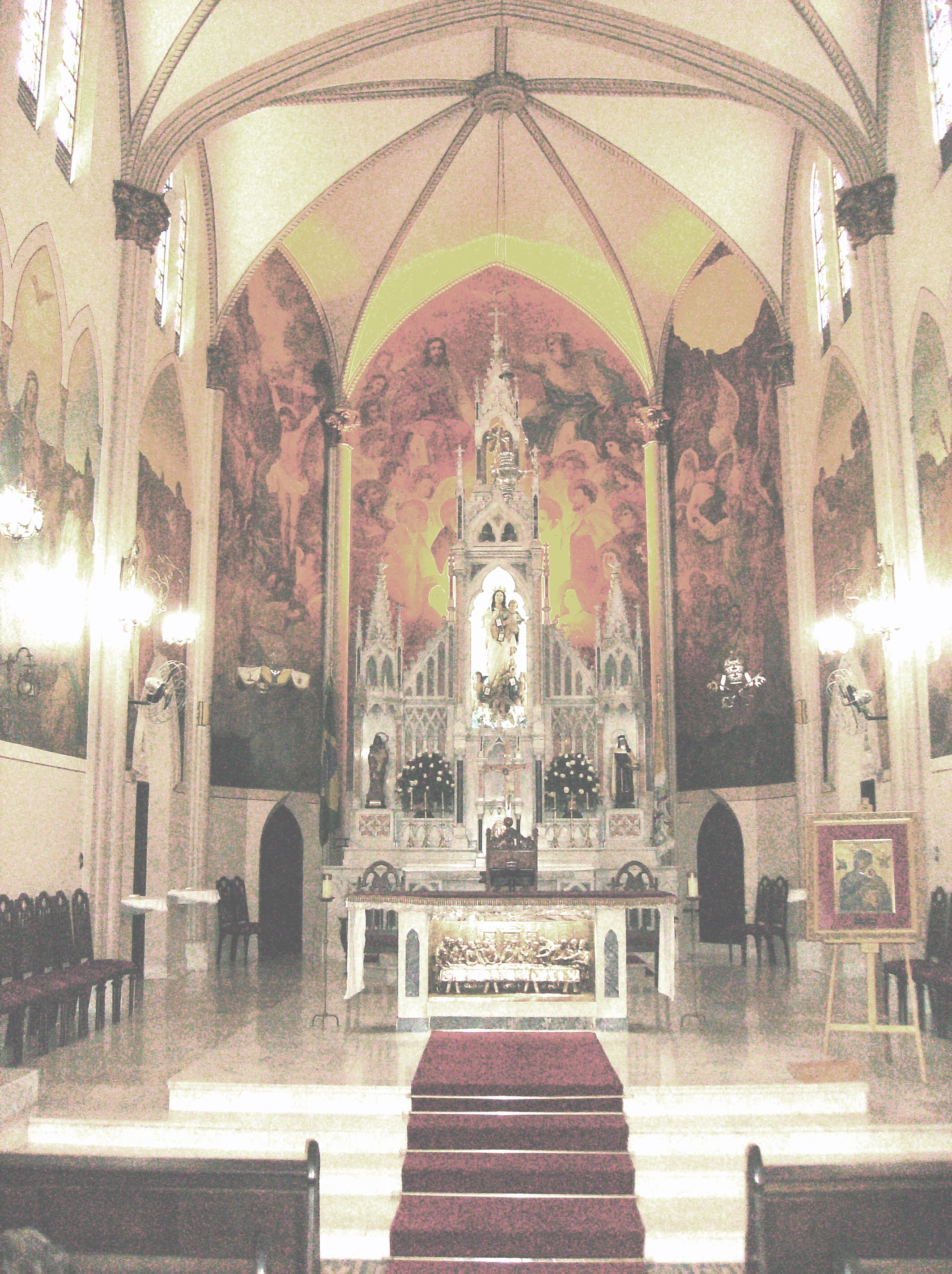
Altar-Mor, destaque às pinturas de Gaetano Miani
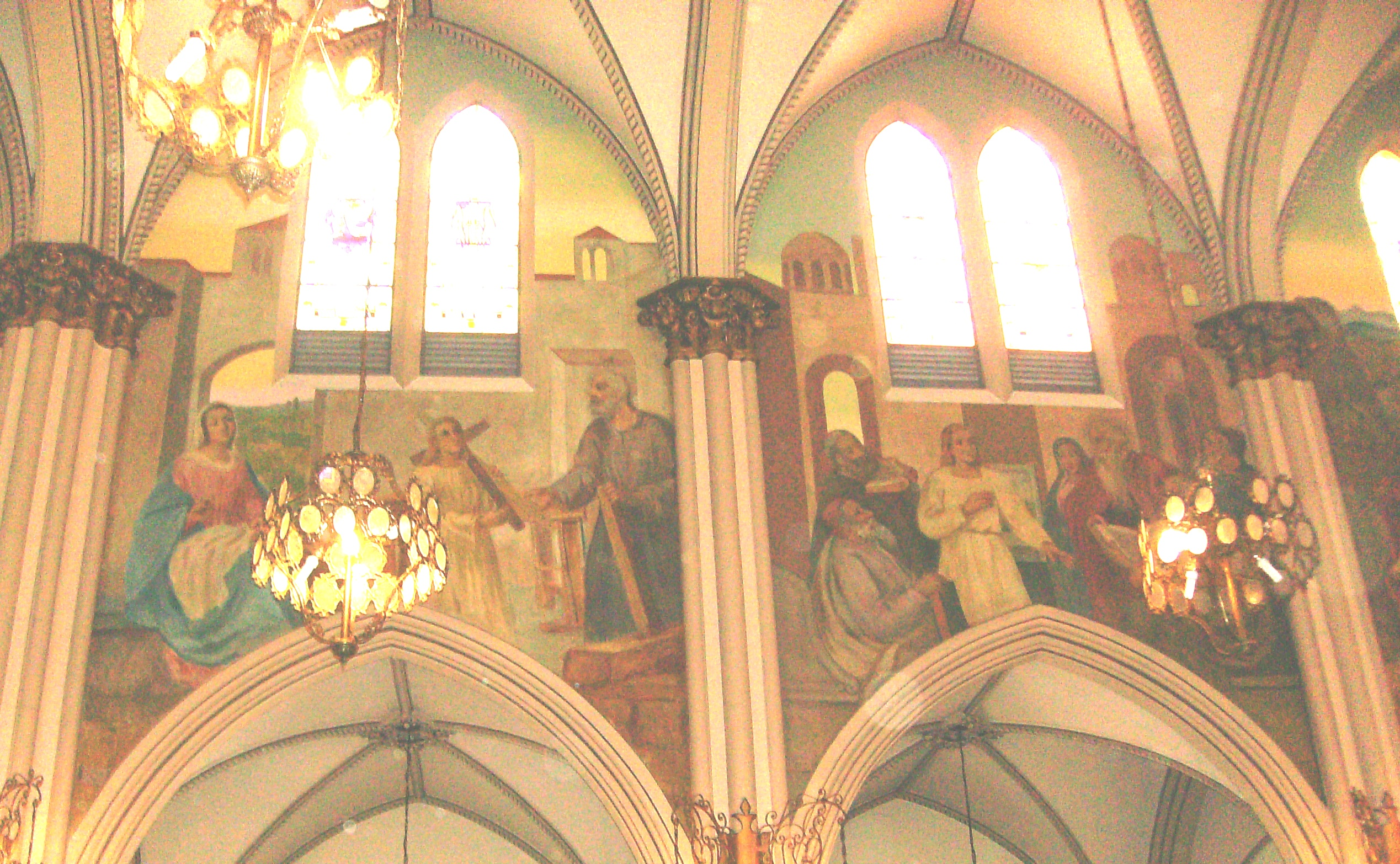
Pinturas de Gaetano Miani
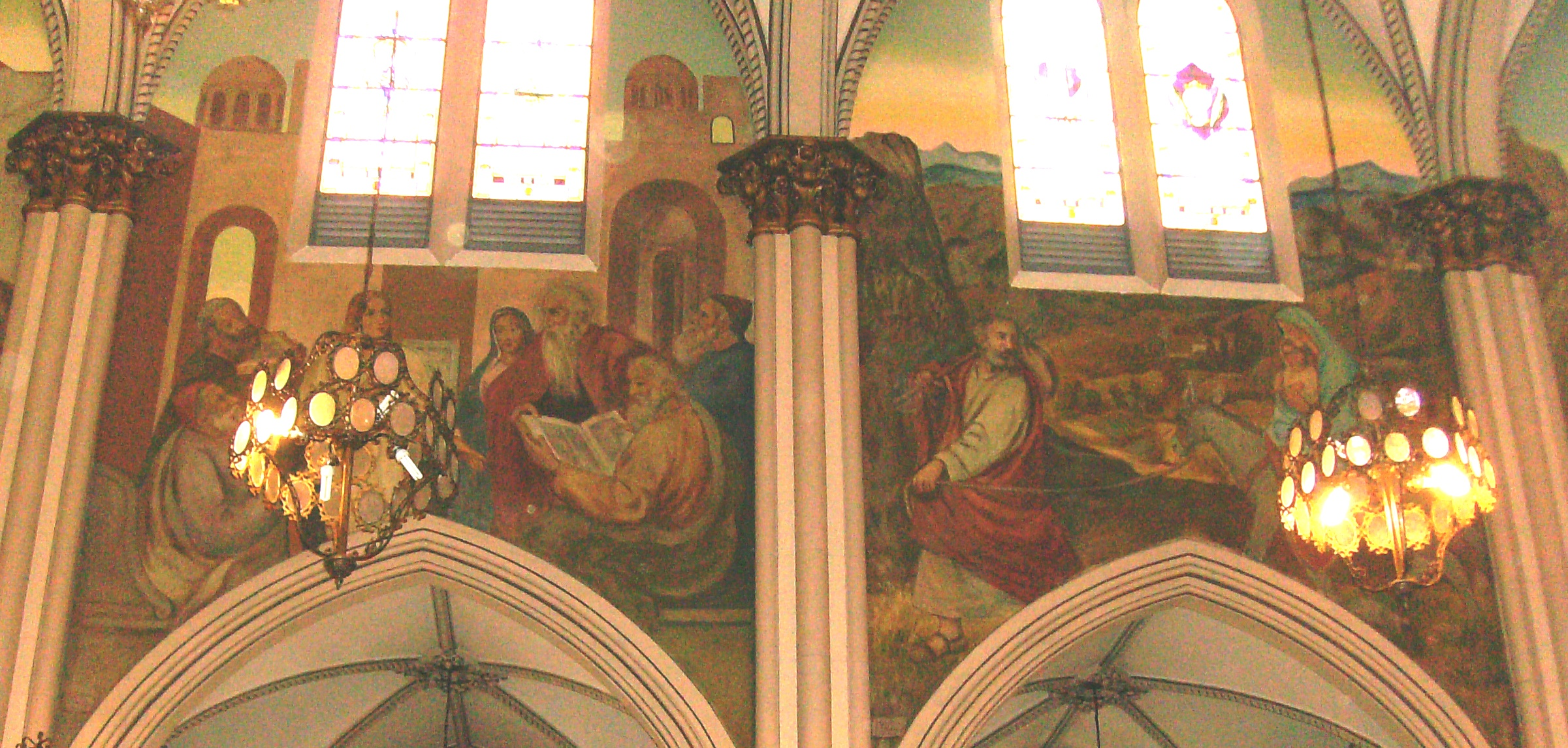
Pinturas de Gaetano Miani
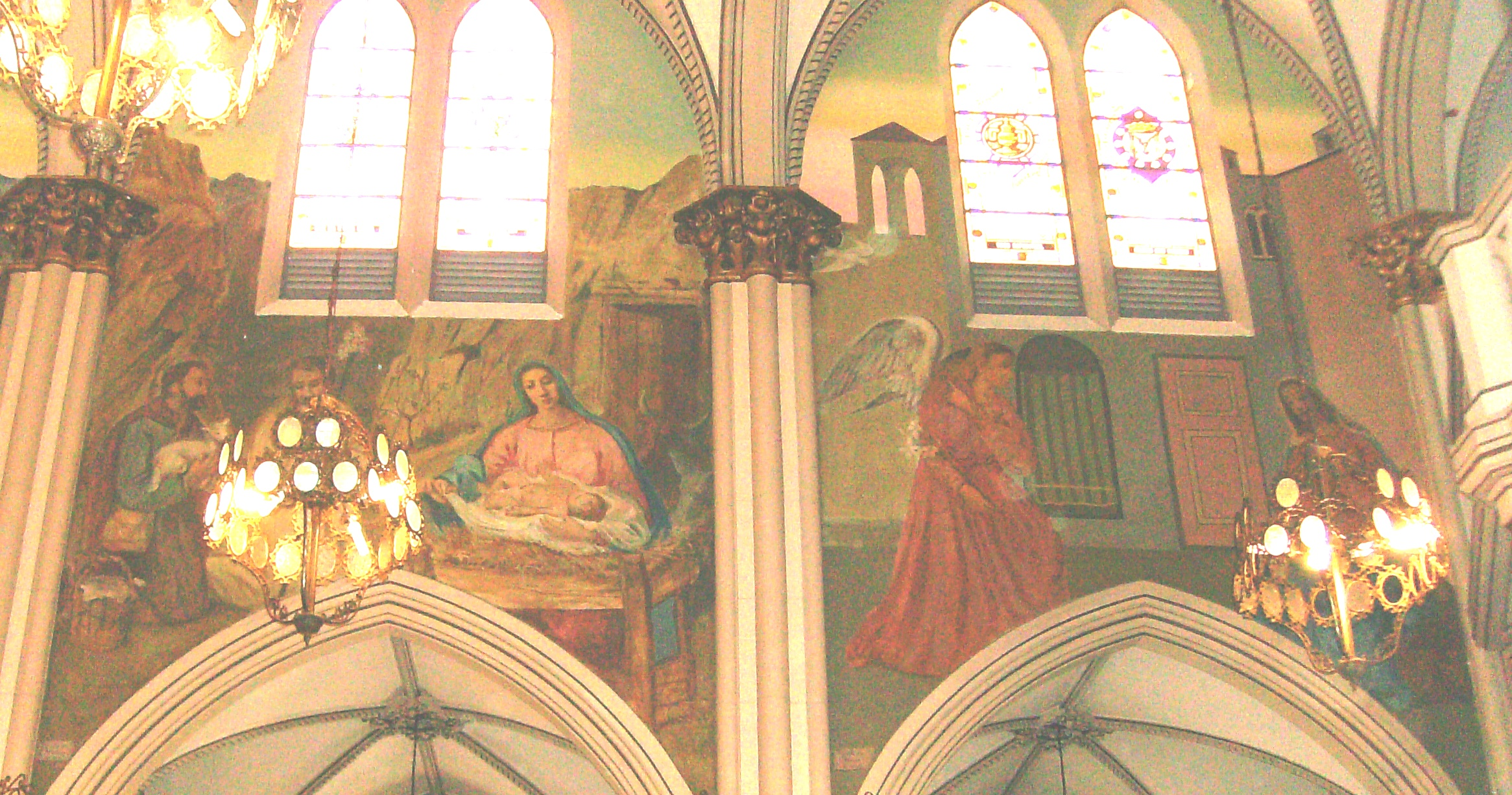
Pinturas de Gaetano Miani
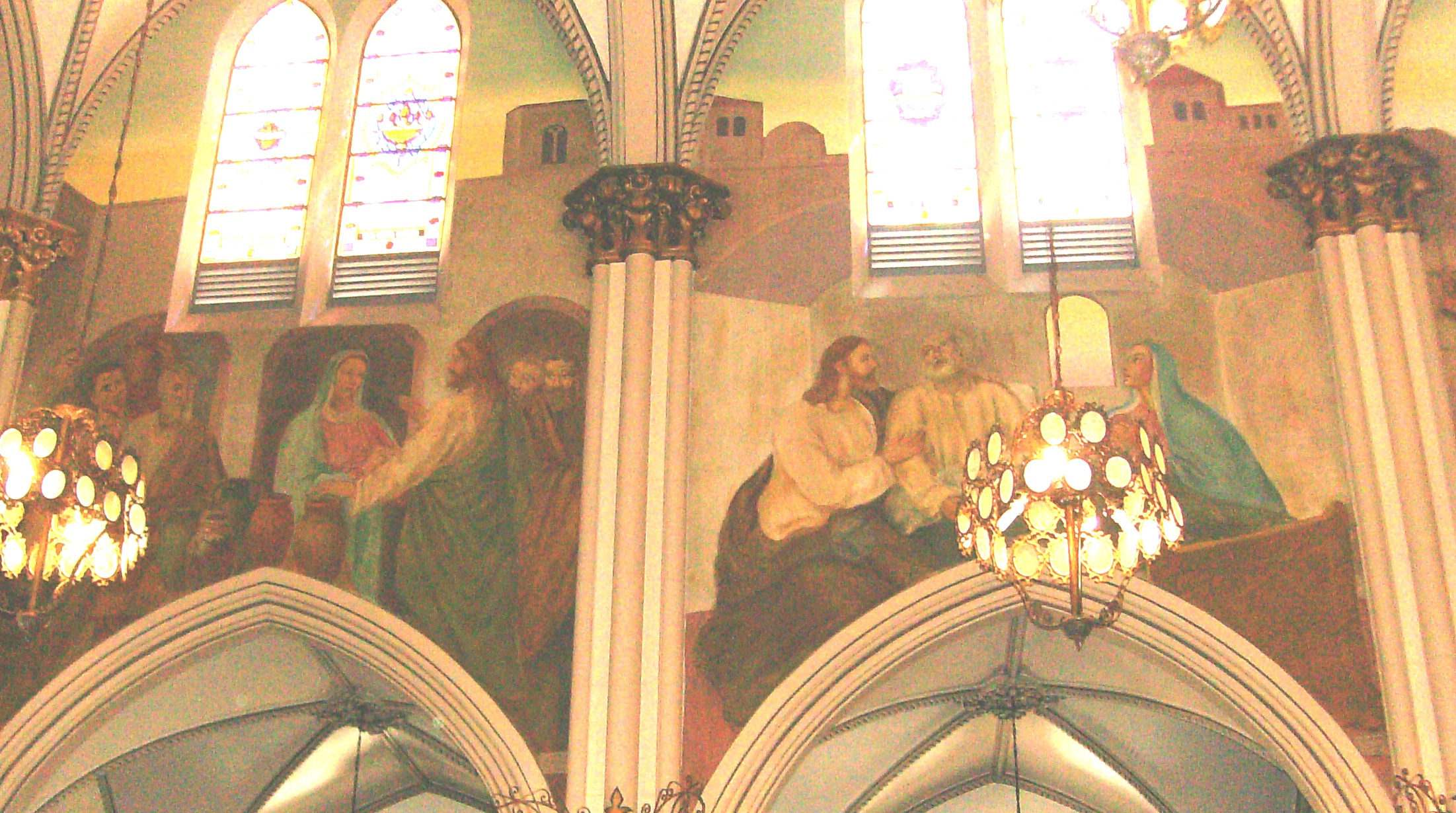
Pinturas de Gaetano Miani
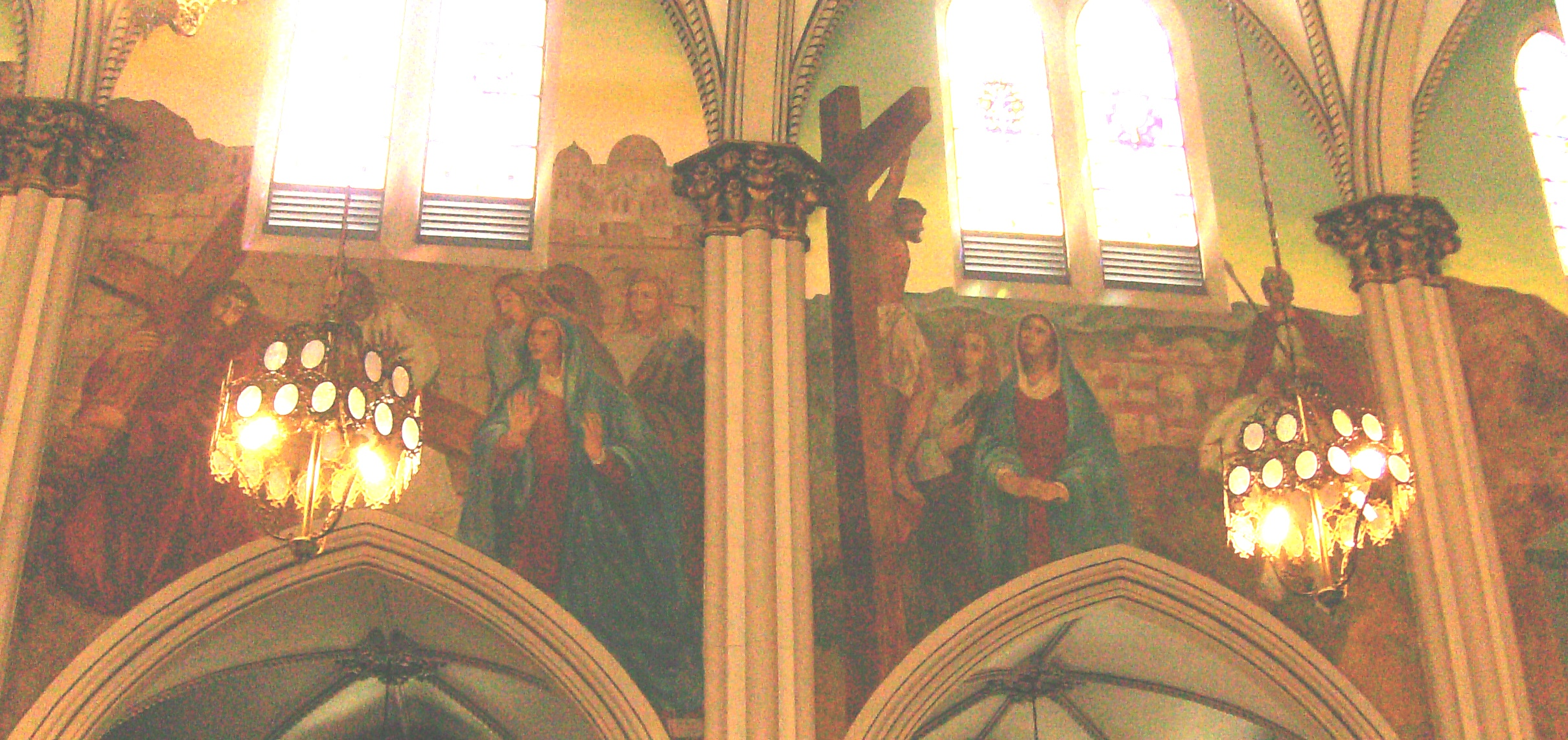
Pinturas de Gaetano Miani
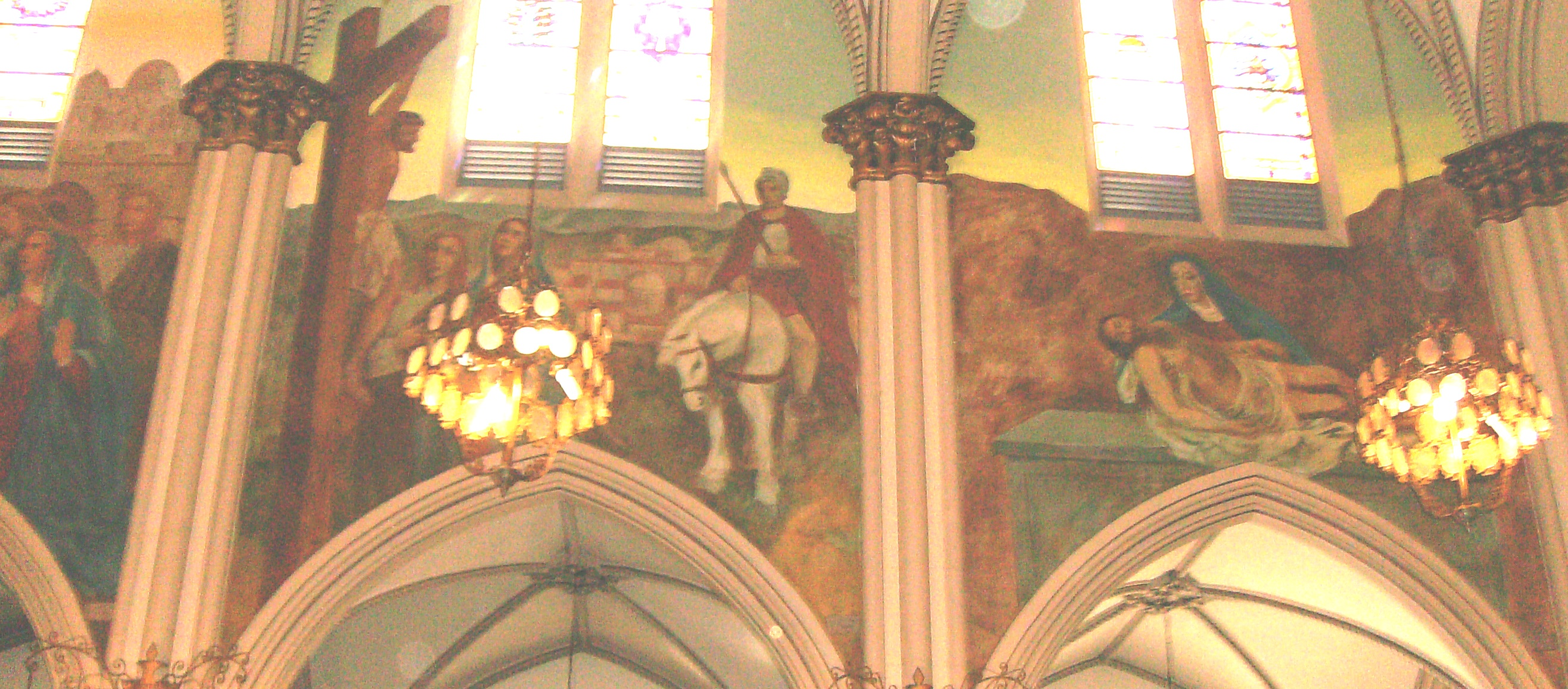
Pinturas de Gaetano Miani
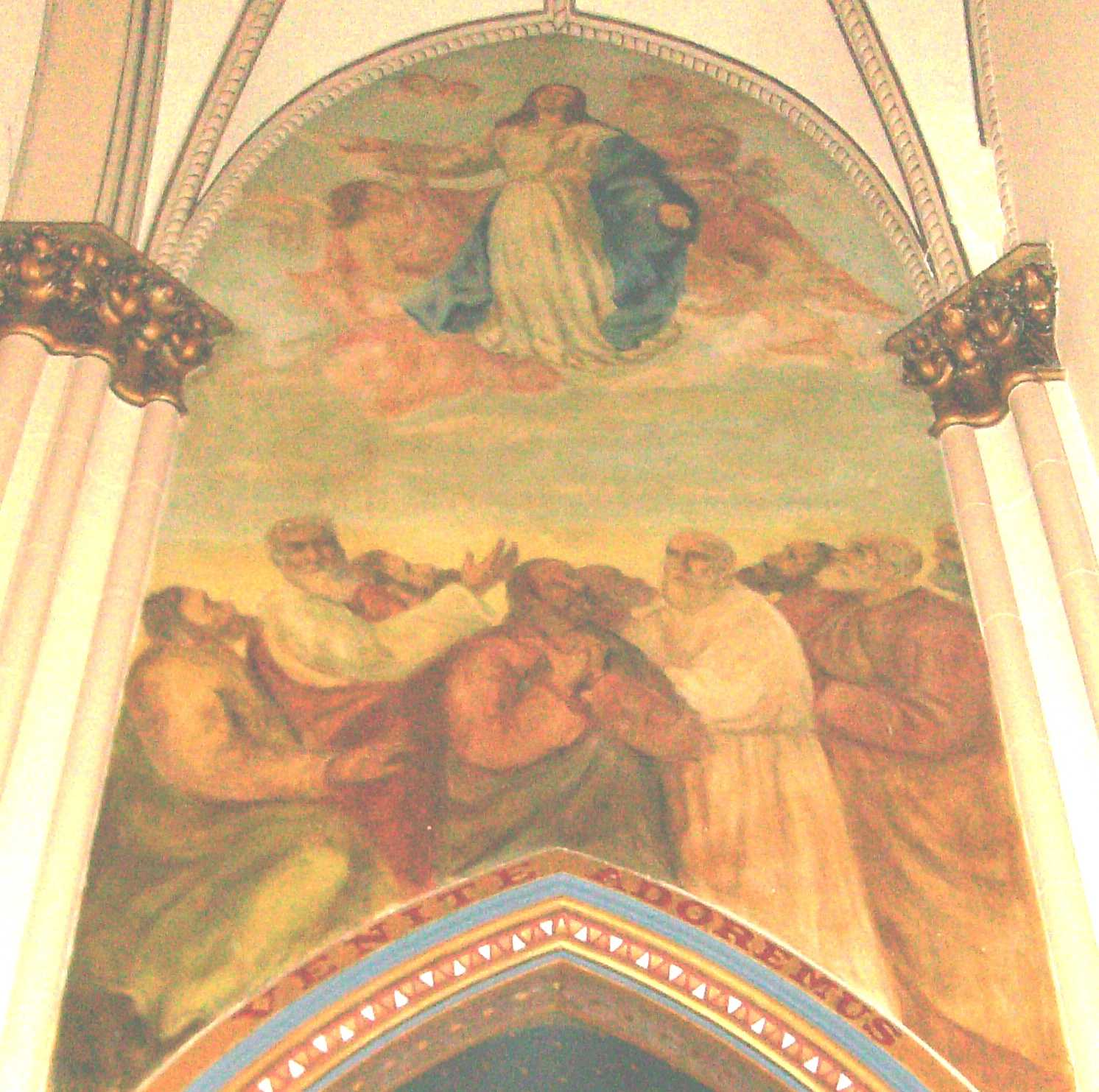
Pinturas de Gaetano Miani
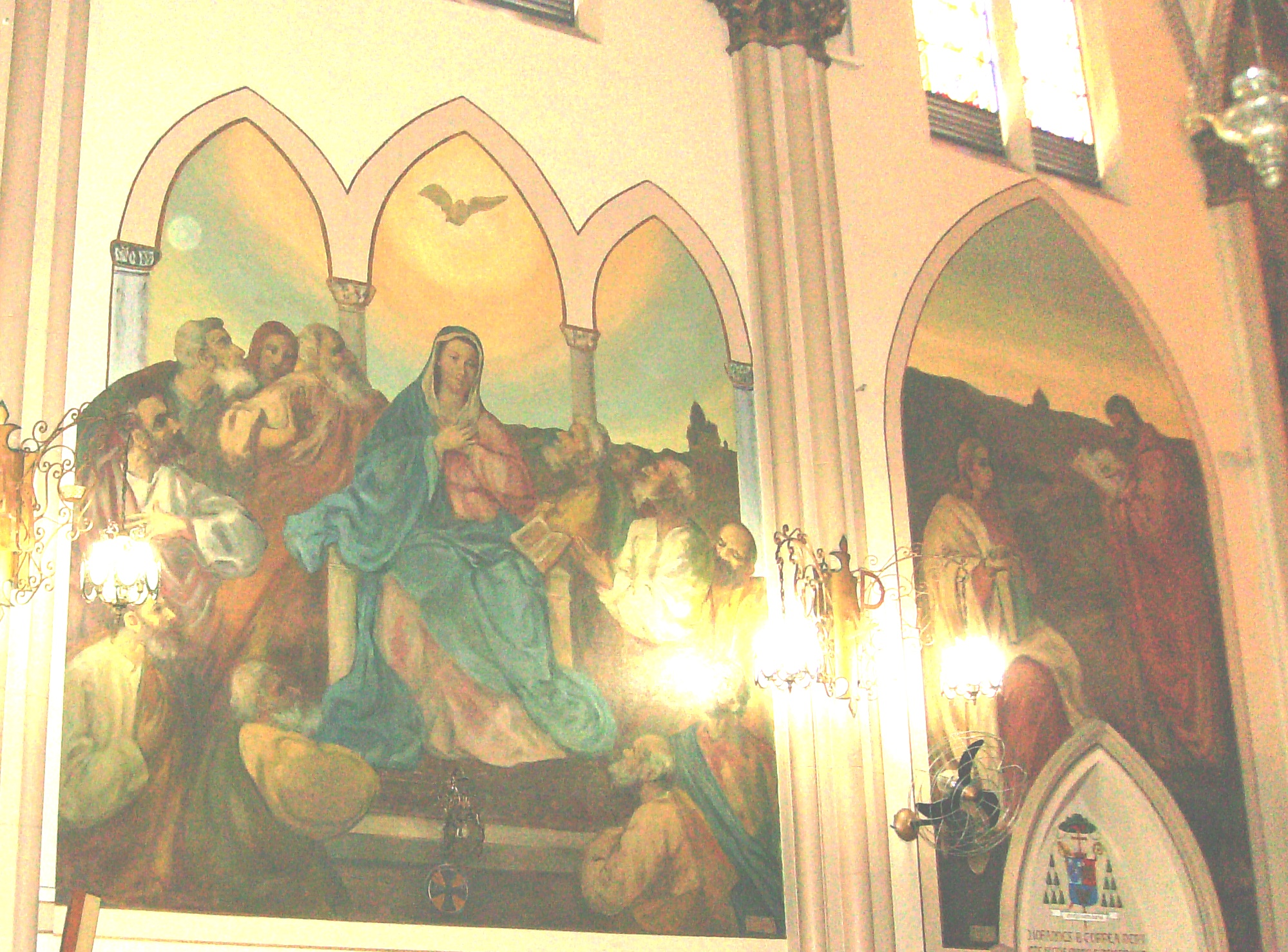
Pinturas de Gaetano Miani
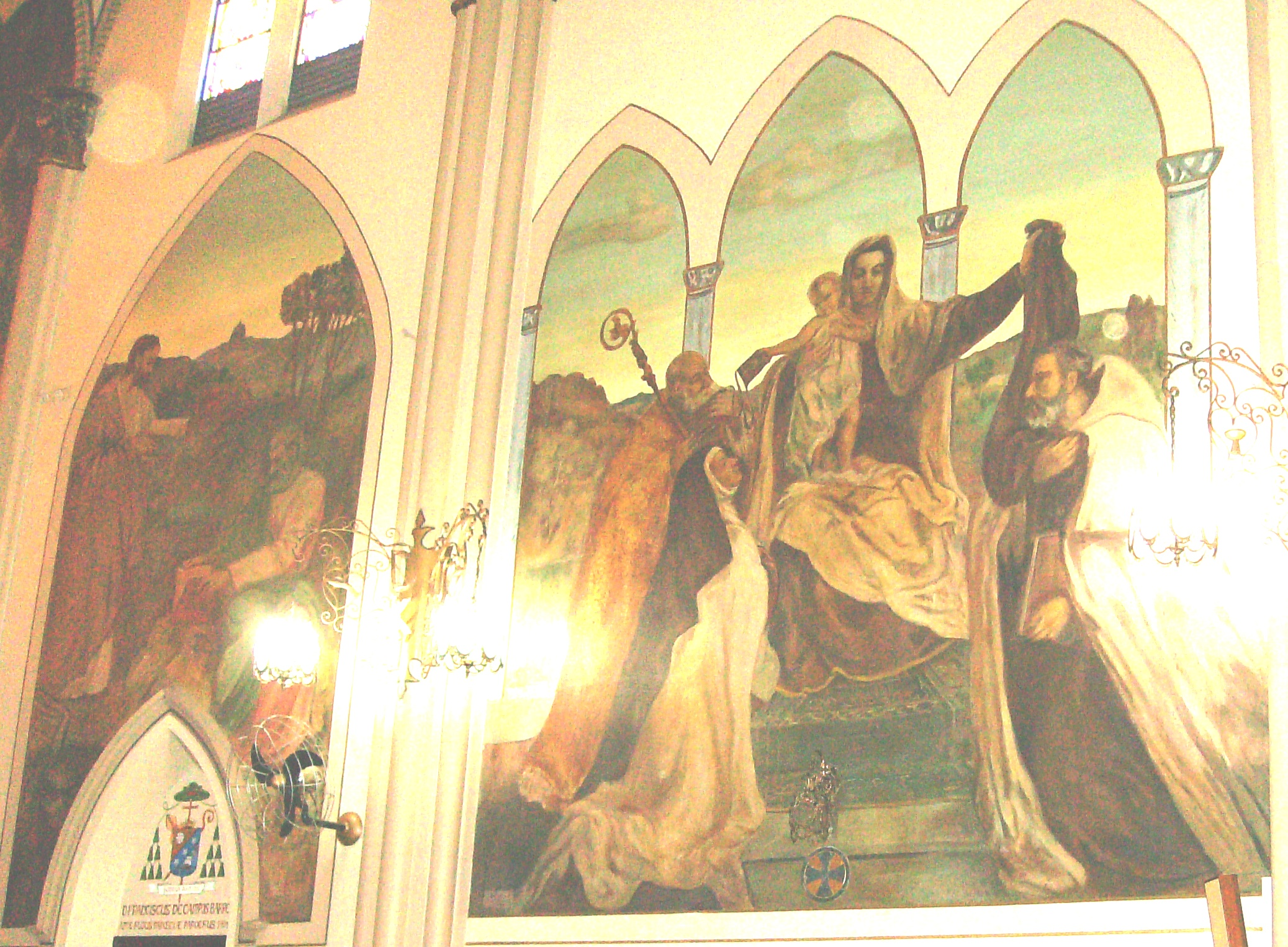
Pinturas de Gaetano Miani
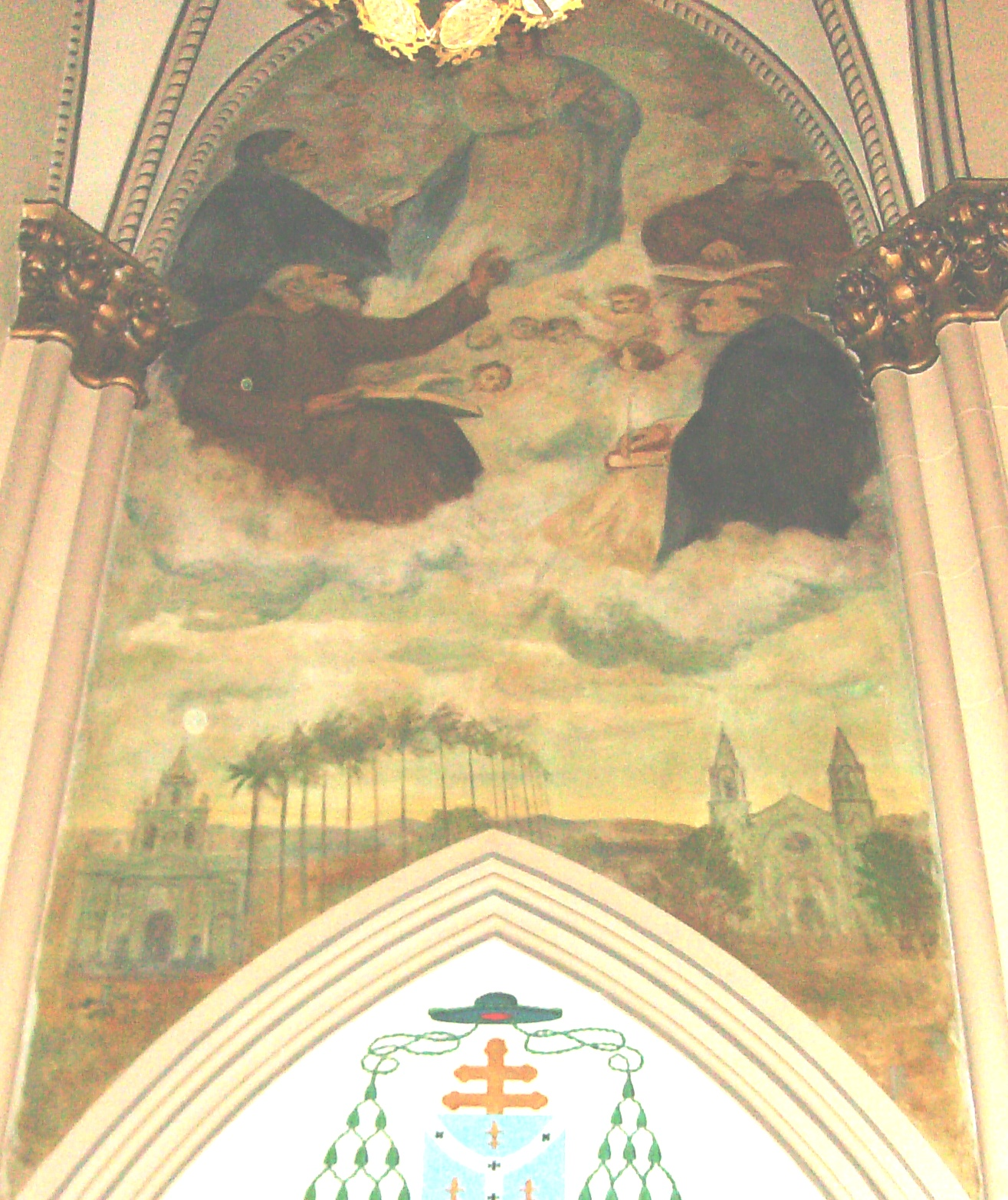
Pinturas de Gaetano Miani